# Syrtodes parvula
Syrtodes parvula là một loài bướm đêm trong họ Geometridae.